# Jean-Claude Berutti
Jean-Claude Berutti (* 14. Juni 1952 in Toulon) ist ein französischer Theaterregisseur und Intendant.

## Leben
Jean-Claude Berutti wurde in eine französisch-italienische Lehrerfamilie geboren. Er studierte in Straßburg und war in seinem Berufsleben vorwiegend als freischaffender Regisseur außer in Frankreich und Belgien in verschiedenen europäischen Ländern tätig, so in Russland, Deutschland und Spanien. Von 1996 bis 2001 arbeitete er regelmäßig am Théâtre national de Belgique (TNB). Von 2002 bis 2011 war er Leiter der Comédie in Saint-Étienne und dort auch Direktor der angegliederten Schauspielschule.
Berutti machte sich einen Namen, indem er weniger bekannte und selten gespielte Werke der Musikliteratur inszenierte, so im Brüsseler Théâtre Royal de la Monnaie 1983 die Oper Louise von Gustave Charpentier und 1993 das Werk Manfred von Robert Schumann, 1985 in Avignon Le Meuble Rouge von Alberto Bruni Tedeschi und 1996 in Straßburg Il Mercato di Malmantile von Domenico Cimarosa. Weiterhin 1998 Dantons Tod von Gottfried von Einem an der Opéra Royal de Wallonie und Passagio von Luciano Berio mit dem Ensemble intercontemporain im Jahr 2001 in Paris.
Seither wurde er auch mit der Standliteratur des Opernbetriebs betraut: Faust von Charles Gounod 2000 in Lyon und Rusalka  in Lyon und Tel Aviv im Jahr 2002, L’incoronazione di Poppea in Paris 2004, L’elisir d’amore in Leipzig 2007, Tannhäuser in Bordeaux 2009 und an der Opéra national de Lorraine Nancy 2010 Verdis Otello.
Im Sprechtheater wurde seine Inszenierung von Carlo Goldonis Trilogie Zelinda und Lindoro bei der Biennale von Venedig 2007 mit dem Goldenen Löwen  ausgezeichnet, an der Comédie-Française inszenierte er Les Temps difficiles von Édouard Bourdet. Für die Hersfelder Festspielen inszenierte er 2010 Maxim Gorkis Sommergäste. In Essen brachte er 2013 die Uraufführung des Auftragswerks Die neuen Abenteuer des Don Quijote von Tariq Ali auf die Bühne.
Die von ihm gegründete „Compagnie Jean-Claude Berutti“ tourt mit seinen Produktionen in Frankreich.
Berutti war von 2005 bis 2011 Präsident der European Theatre Convention.